# Хамфри II де Богун
Хамфри II де Богун (англ. Humphrey II de Bohun; умер в 1164 или 1165) — англо-нормандский барон из рода де Богун, участник гражданской войны в Англии 1135—1154 годов на стороне императрицы Матильды.

## Происхождение
Хамфри происходил из англо-нормандского рода Богунов. Его дед, Онфруа де Богон, в 1066 году он участвовал в нормандском завоевании Англии, получив от ставшего королём Вильгельма I Завоевателя владения в Англии, однако они были незначительны. Согласно «Книге Страшного суда» в 1086 году Онфруа владел замком Татерфорд в Норфолке. В английских источниках его имя Онфруа де Богон трансформировалось в Хамфри де Богун (Боэн в позднейшем произношении). Один из его сыновей, Хамфри I де Богуна служил при дворе королей Вильгельма II и Генриха I и, по некоторым источникам, осуществлял функции одного из сенешалей. Он женился на Матильде (Мод), дочери Эдварда из Солсбери, шерифа Уилтшира, феодального барона Троубриджа и Читтерна, а также шерифа Уилтшира. В качестве приданого Хамфри получил Троубридж, что стало основой для роста благосостояния рода, которое Богуны в будущем ещё преумножили благодаря удачным бракам. Кроме того, Матильда после смерти отца в 1130 году унаследовала множество маноров в Уилтшире, в то время как Читтерн унаследовал её брат, Уолтер.

## Биография
Владения Хамфри де Богуна располагались, прежде всего, в Уилтшире, с центром в замке Троубридж. Он их унаследовал после смерти отца, но ещё в 1130 году выплачивал рельеф на полученное наследство. Кроме того, в этом же году он был должен ещё и 400 марок за покупку придворной должности сенешаля. В этом качестве он засвидетельствовал ряд хартий короля Генриха I в последние годы его правления, а также хартию короля Стефана Блуаского, выданную в 1136 году в Оксфорде.
Однако после того, как в 1139 году в Англию прибыла императрица Матильда, предъявившая права на престол, Хамфри перешёл на её сторону. Он успешно защитил свой замок Троубридж от нападения короля Стефана, а в 1144 году получил от Матильды подтверждение своей должности «сенешаля Англии и Нормандии». Кроме того, ему были пожалованы новые земли. Во время гражданской войны он сохранял верность Матильде, заверяя её хартии в 1140-х годах; после 1153 года он заверял хартии её сына, будущего короля Генриха II Плантагенета, в том числе и после восхождения его на престол вплоть до 1157 года.
В 1158 году Хамфри был лишён королевских поместий в Уилтшире, которыми владел ранее. Его имя отсутствует на королевских хартиях после 1157 года; возможно, в этот период он попал в немилость королю. Однако в январе 1164 году он участвовал в заседаниях Большого королевского совета в Кларендоне, на которых были утверждены Кларендонские конституции.
Хамфри умер в 1164 или 1165 году, когда его сын Хамфри III выплатил 300 марок за вступление в наследование отцовскими владениями.

## Брак и дети
Хамфри II де Богун был женат на Маргарите Херефордской (ум. 1187), дочери Миля Глостерского, графа Херефорда, и Сибиллы де Нёфмарш. Их дети:
- Хамфри III де Богун (ум. 1180/1182), лорд Троубридж, лорд-констебль Англии, женат (1171) на Маргарите Хантингдонской (ум. 1201), дочери Генриха Шотландского, графа Хантингдона, и Ады де Варенн. Хамфри де Богун III и его жена имели единственного ребёнка — Генри де Богуна (ум. 1220), который в 1199/1200 году был пожалован титулом графа Херефорда, став первым графом Херефорда из рода де Богун[10];
- Миль де Богун (ум. в младенчестве)[10];
- Ричард де Богун (ум. в младенчестве)[10];
- Мод де Богун (р. 1140/1143), замужем первым браком за Генрихом д’Ойли, сеньором Хук-Нортона (Оксфордшир, ум. 1163), вторым браком за Вальтером Фиц-Робертом де Клером (ум. 1198), лордом Литтл-Данмоу (Эссекс), сыном Роберта де Клера из Литтл-Данмоу (ум. 1134), младшего сына Ричарда Фиц-Гилберта, лорда Клера (ум. 1090)[10].

В некоторых исследованиях дочерью Хамфри де Богуна III также называют Маргариту, первую жену Валерана де Бомона, 4-го графа Уорика. Однако учитывая тот факт, что их дети родились в 1190-х годах, то есть когда Маргарите де Богун уже было около 50 лет, это представляется маловероятным.